# 新里村期
新里村期（しんざとむらき）とは、先島諸島を中心とする時代区分のひとつ。12世紀から13世紀にかけての時期とされ、スク時代（沖縄本島におけるグスク時代）の初期に当たる。

## 概要
周辺地域とは異なる先島諸島の先史文化（下田原期、無土器期）が終わりを告げると、12世紀から13世紀の新里村期へと続く。これは沖縄諸島でグスク時代が幕開けするのと、ほぼ同時期の頃である。
この時期の遺跡は宮古列島では発見例が少なく、八重山諸島のもの（石垣島のビロースク遺跡、竹富島の新里村東遺跡やカイジ村跡遺跡）が中心となる。
なお、ビロースク遺跡、新里村東遺跡やカイジ村跡遺跡では、12世紀～13世紀の新里村期に続いて、中森期の初期段階である13世紀末～14世紀代の遺物も出土する。
遺跡の立地は全て海からのアクセスが容易な場所にあり、島嶼外から訪れる人びととの関わりが推測されている。
遺跡数は少ないが、この時期の遺跡からは新里村式土器（滑石製石鍋を模倣した鍋形土器）、ビロースク式土器（土師器に影響を受けたと考えられる土器）、中国産の磁、青磁、褐釉陶器、カムィ焼き(徳之島産)、鉄製品や鞴の羽口 、玉類、中国の銭貨が出土している。逆に無土器期の特徴であった石器や貝製品は出土しなくなる。また炭化米や炭化麦、プラントオパールも発見されている。

## 伝承
この時代についての記録は殆ど残っていないが、宮古島や竹富島には平家の落人の伝承がある。
球陽にはイリキヤアマリ（伊理幾屋安真理）神が八重山に農耕を伝えたと言う伝承が記録されている。